# Port Washington (New York)
Port Washington ist ein Hamlet (gemeindefreies Gebiet) und Census-designated place (CDP) in North Hempstead, Nassau County auf Long Island im US-Bundesstaat New York. Port Washington gehört zum Ballungsraum von New York City.

## Geschichte
Zum CDP, das im Einflussbereich der Town North Hempstead im Norden Long Islands liegt, gehören die Dörfer Sands Point, Port Washington North, Manorhaven und Baxter Estates.
Sands Point beherbergt das Gould Guggenheim Estate. 
Port Washington war in den 1930er Jahren eine Basisstation des Yankee Clipper, eines Flugboots, das für den Transport von Passagieren genutzt wurde.

## Wirtschaft
Port Washington ist Sitz des Computerhardwareherstellers Systemax und des Marktforschungsinstitutes NPD Group.

## Persönlichkeiten
- Daniel Guggenheim (1856–1930), Industrieller
- Jimmy McPartland (1907–1991), Jazzmusiker
- Bob Carroll (1918–1994), Swing-Sänger
- Richard W. Sonnenfeldt (1923–2009), Ingenieur, US-Chefdolmetscher bei den Nürnberger Prozessen
- K. C. Cole (* 1946), Wissenschaftsjournalistin
- Marcel Freeman (* 1960), Tennisspieler
- Jeanine Tesori (* 1961), Komponistin und Arrangeurin
- Anthony Scaramucci (* 1964), Hedgefondsmanager, Autor und kurzzeitiger Kommunikationsdirektor von Präsident Trump
- Mark Wood (* 1957), Geiger